# Flanqueur
Flanqueure waren einzelne Reiter, die vor die Front von haltenden oder sich langsam bewegenden Kavallerieabteilungen vorgezogen waren.
Flanqueure hatten die Aufgabe, die Annäherung feindlicher Reiter und Patrouillen abzuwehren. Die Tätigkeit dabei hieß Flankieren, wurde aber im deutschen Reglement bereits Ende des 19. Jahrhunderts beseitigt. 
Siehe auch: Flanke (Militär)